# رود اورال
رود اورال یا رود دایکوس رودی است که از روسیه و قزاقستان می‌گذرد. سرچشمه آن کوه‌های اورال است و به دریاچه خزر می‌ریزد طول آن ۲٬۴۲۸ کیلومتر (۱٬۵۱۱ مایل) است که در میان رودهای اروپا سومین رود (پس از رود ولگا و دانوب) قرار می‌گیرد. این رود از بزرگ‌ترین منابع آب دریاچه خزر است. دلتای آن در قزاقستان در نقطه‌ای به مختصات ۴۶°۵۳′ شمالی ۵۱°۳۷′ شرقی / ۴۶٫۸۸۳°شمالی ۵۱٫۶۱۷°شرقی قرار دارد.

## نام
در قرن دوم میلادی بطلمیوس از آن به عنوان رود دایکوس (Δάϊκος (Daïkos)) نام برده‌است که ریشه آن به ایرانیان سرمتی برمی گردد. در قرون بعدی نام رود یاییک یا رود جاییک توسط هون‌ها و سایر اقوام عشایر منطقه رواج یافت. نام این رود در سال ۱۷۷۵ میلادی توسط کاترین دوم روسیه به نام روسی اورال تغییر پیدا کرد.